# Faxinalzinho
Faxinalzinho är en kommun i Brasilien.   Den ligger i delstaten Rio Grande do Sul, i den södra delen av landet, 1 400 km söder om huvudstaden Brasília. Antalet invånare är 2 567.
I omgivningarna runt Faxinalzinho växer huvudsakligen savannskog. Runt Faxinalzinho är det glesbefolkat, med 19 invånare per kvadratkilometer.